# サブスレッショルド伝導
サブスレッショルド伝導、サブスレッショルドリーク電流、サブスレッショルドドレイン電流とは、トランジスタがサブスレッショルド領域または弱い反転領域、つまりゲート-ソース間電圧が閾値電圧以下でのMOSFETのソース-ドレイン間の電流のこと。様々な程度の反転の専門用語はTsividisに記述されている。
デジタル回路でのサブスレッショルド伝導は通常、理想的には電流がない状態での寄生リーク電流として見なされる。一方で消費電力の小さいアナログ回路での弱い反転は効率的に動作する領域で、サブスレッショルドはその周りで回路機能が設計される有用なトランジスタモードである。。
従来はゲート電圧が閾値よりも大きく下回るオフ状態でのサブスレッショルド伝導は非常に小さかった。しかしトランジスタのサイズと共に電圧が小さくなると、サブスレッショルド伝導はより大きな因子となった。全てのソースからのリーク電流は増加し、閾値電圧0.2 Vの技術世代ではリーク電流は全電力消費の50%を上回る。
サブスレッショルド伝導の重要性が増している理由は、集積回路の動的電力消費(トランジスタがオン状態からオフ状態へスイッチするときに消費される電力で、供給電圧の二乗に依存する)を下げるため、またデバイスの信頼性を維持するデバイス内部の電場を小さく保つために供給電圧が連続的に小さくなったためである。サブスレッショルド伝導の大きさは、接地と供給電圧との間の閾値電圧によってセットされ、供給電圧とともに減少する。この減少は、より小さなゲート電圧はデバイスをオフにするための閾値以下で揺れ、またサブスレッショルド伝導がゲート電圧について指数関数的に変化するため(カットオフモードを参照)、MOSFETのサイズが小さくなるとより重大になる。
サブスレッショルド伝導はリーク電流の一つの構成要素でしかない。デバイス設定に依存するサイズと大まかに等しくなり得るリーク電流として、ゲート酸化膜リーク電流と接合リーク電流がある 。
リーク電流の原因の理解とリーク電流の解決策が、多くの回路とシステム設計に要求される

## サブスレッショルド電子工学
十分にスイッチオンまたはオフせずにデータを処理するためにサブスレッショルド伝導を利用しているデバイスもある。標準的なトランジスタにおいても、技術的にスイッチオフさせた時でも小さな電流がリークする。サブスレッショルドデバイスの中には、標準的なチップの電力の1から0.1パーセントで動作できるものがある。そのような低電力動作によって、いくつかのデバイスは、電力供給を付属すること無しで動作できるほど小さな電力で動作できる。ウェアラブルな心電図モニターなどは基板熱で完全に動くことができる。

## 引用
1. ↑   Operation and Modeling of the MOS Transistor (2 ed.). New York: McGraw-Hill. (1999). p. 99. ISBN 0-07-065523-5
2. ↑  “The Fundamentals of Analog Micropower Design”. Circuits and systems tutorials. John Wiley and Sons. (1996). pp. 365–372. ISBN 978-0-7803-1170-1
3. ↑   Low Voltage, Low Power VLSI Subsystems. McGraw-Hill Professional. (2004). Fig. 2.1, p. 44. ISBN 0-07-143786-X
4. ↑   Designing CMOS Circuits for Low Power. Springer. (2002). ISBN 1-4020-7234-1
5. ↑   Ultra-Low-Voltage Design of Energy-Efficient Digital Circuits. Analog Circuits And Signal Processing (ACSP) (1 ed.). Cham, Switzerland: Springer International Publishing AG Switzerland. (2015). doi:10.1007/978-3-319-16136-5. ISBN 978-3-319-16135-8. ISSN 1872-082X. LCCN 2015-935431
6. ↑  l-Hashimi, Bashir M. A, ed (2006). System on a Chip: Next Generation Electronics. Institution of Engineering and Technology. p. 429. ISBN 0-86341-552-0
7. ↑   Leakage in Nanometer CMOS Technologies. Springer Publications. (2006). p. 307. ISBN 0-387-25737-3
8. 1 2  “A Batteryless Sensor Chip for the Internet of Things”. (2014年7月30日) 2018年5月1日閲覧。